# Cornelis van Dalem
Cornelis van Dalem (ca. 1530 - Breda, 1573) was een Zuid-Nederlands schilder en tekenaar die actief was in Antwerpen in het midden van de 16e eeuw. Hij leverde een belangrijke bijdrage aan de ontwikkeling van de landschapschilderkunst.

## Leven

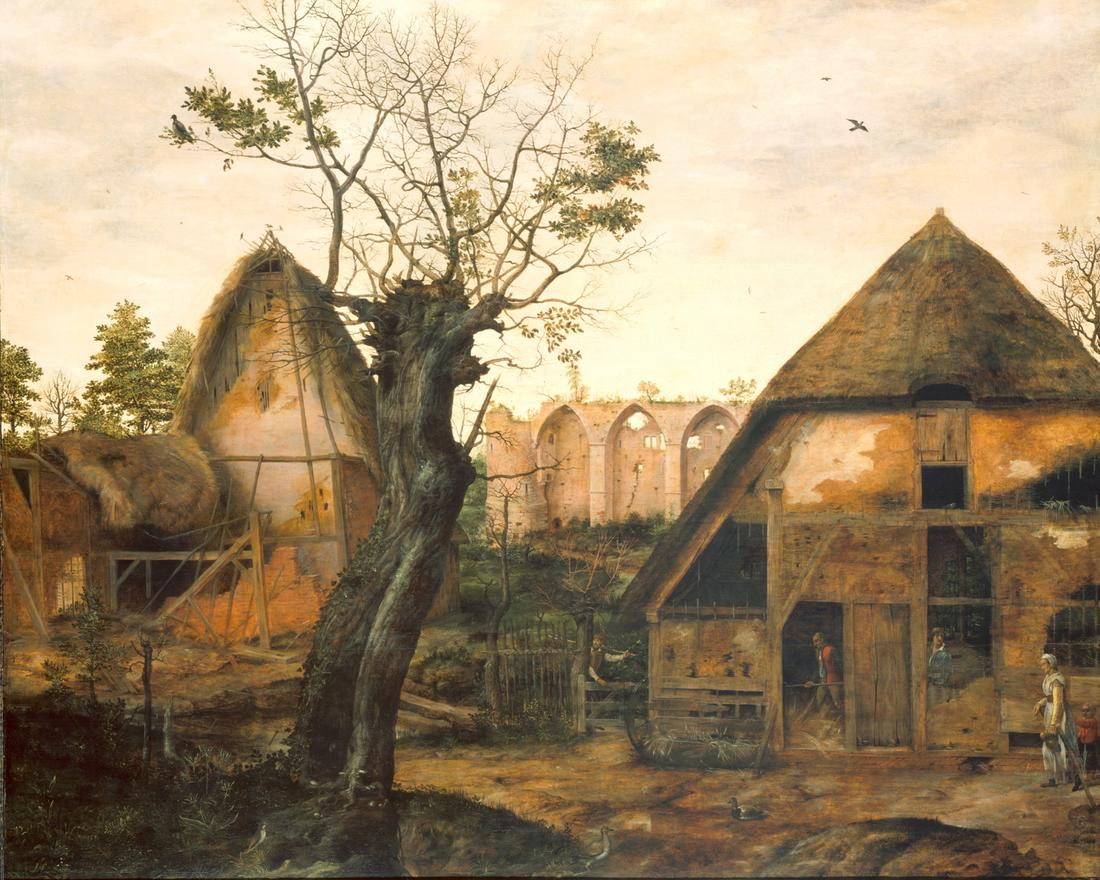
Landschap met boerderij, 1564

Details over het leven van de kunstenaar zijn schaars. Hij werd waarschijnlijk geboren in Antwerpen. Zijn vader was een edelman, oorspronkelijk uit Tholen afkomstig, die naar Antwerpen was verhuisd, waar hij een koopman van stoffen was. De vader was actief in de lokale rederijkerskamer 'De Olyftack' in Antwerpen en was haar deken in 1552-3.
De familie van Dalem was een ontwikkelde familie. Cornelis en zijn oudere broer Lodewijk genoten waarschijnlijk een humanistische scholing en werden beiden opgeleid als schilders bij de obscure kunstenaar Jan Adriaenssens. Cornelis begon zijn opleiding in 1543 en werd meester in het Antwerpse Sint-Lucasgilde in 1556. Datzelfde jaar huwde hij ook met Beatrijs van Liedekercke, een vrouw uit een bekende patriciërsfamilie.
Hoewel hij lid was van het Sint-Lucasgilde, beoefende Cornelis van Dalem de schilderkunst enkel als amateur en bleef hij zijn hele leven koopman. Hij was financieel onafhankelijk en had de verkoop van zijn kunstwerken niet nodig om te kunnen leven.
Bartholomeus Spranger was ingeschreven als van Dalem's leerling van 1560 tot 1564. Van Dalem en zijn vrouw verlieten Antwerpen in 1565 om religieuze redenen, aangezien ze behoorden tot de verboden sekte van de anabaptisten. Zij verhuisden naar een landgoed in Bavel bij Breda in de Noordelijke provinciën. Hier werd hij in 1571 beschuldigd van ketterij en opgesloten. Door tussenkomst van zijn vrouw werd hij kort daarna vrijgelaten.

## Werk

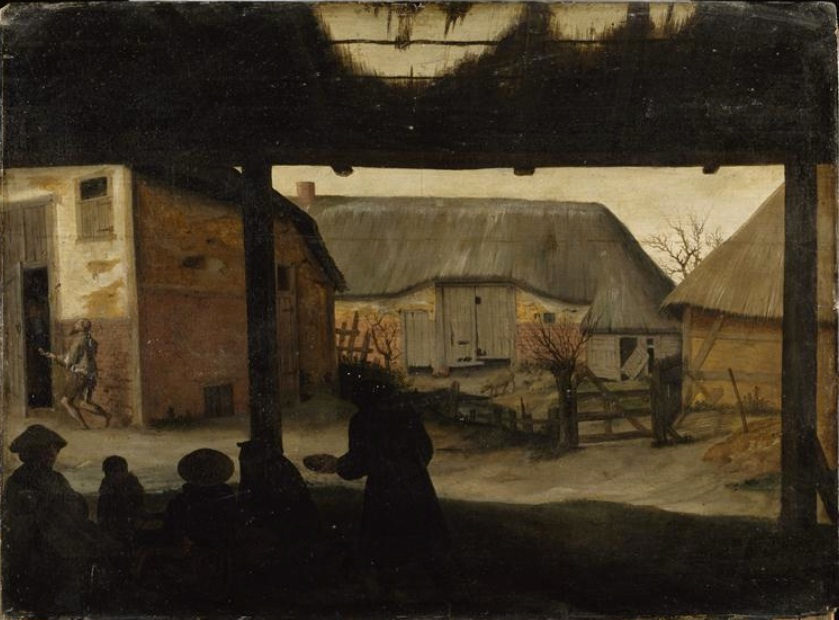
Erf met een bedelaar

Slechts een paar werken van Cornelis van Dalem zijn bekend. De meerderheid zijn landschappen. Zijn oeuvre omvat ook een paar genresscènes en een architectonisch schilderij van een kerkinterieur. Hij wordt beschouwd als een van de mogelijke kandidaten voor het auteurschap van de serie landschapstekeningen die toegeschreven worden aan de Meester van de Kleine Landschappen. Het belang van de kunstenaar ligt in het feit dat hij in de landschapsschilderskunst nieuwe thema's introduceerde (zoals de oorsprong van de beschaving), die hij ontleende aan zijn humanistisch onderricht, en in de innovatieve manier waarop hij deze thema's uitbeeldde.
Het is bekend dat van Dalem regelmatig samenwerkte met collega-kunstenaars die de stoffage schilderden in zijn landschappen of architectonische schilderijen. Zijn meest regelmatige collaborateur was Jan van Wechelen, met wie ten minste drie samenwerkingen vermoed worden. Hij werkte verder samen met Gillis Mostaert alsook met Joachim Beuckelaer.
- Biografisch Portaal: 15822666
- Gemeinsame Normdatei: 124559824
- International Standard Name Identifier: 0000 0004 3658 2284
- Library of Congress Control Number: no2023119891
- RKD-Nederlands Instituut voor Kunstgeschiedenis: 19725
- Union List of Artist Names: 500001734
- Virtual International Authority File: 72330194
- WorldCat: E39PCjFXgfqJrxTXHJKwMx8MxC